# Va por ti
Va por ti è un album del gruppo musicale pop rock spagnolo Seguridad Social, pubblicato nel 2000 dall'etichetta discografica East West.

## Tracce
CD (EastWest 8573840102 (Warner) / EAN 0685738401024)
1. Ven sin temor
2. Comprensión
3. Codo con codo
4. Por ese amor
5. Soolaimon
6. Eres chica soñada
7. Como ayer
8. Pitagoras
9. Deja que te coja la mano
10. Jungle Hop
11. Vuelve y olvida
12. Todo por el aire – (feat. Bruno Lomas)

Durata totale: 0:00